# Стефан Калъпчиев
Стефан Калъпчиев е български и югославски партизанин по време на Втората световна война. След войната е български офицер, парашутист, военно звание полковник.

## Биография
Роден е през 1921 г. в село Грамада, Горноджумайско (днес квартал на Благоевград). Като ученик е деен член на РМС.
Участва в комунистическото съпротивително движение по време на Втората световна война. Ятак на своя брат, партизанина Никола Калъпчиев и Годноджумайската партизанска чета. През 1943 г. е мобилизиран в окупационния корпус в Югославия. Дезертира и става партизанин в Югославската народна освободителна армия. Участва в посрещането на мисия „Виктор“ (парашутна група на Иван Винаров, Щерьо Атанасов и др.) за усилване командването на НОВА. Техният десант го спечелва за парашутизма. Става първия командир на Интернационалния войнишки батальон от състава на НОВА. Провежда диверсионни акции в тила на Вермахта в Югославия.
След 9 септември 1944 г. започва да се занимава с парашутизъм. Служи в БНА. Командир на Парашутната дружина, началник на Военното училище (във Враждебна) и парашутнодесантната служба в ПВО и ВВС.
Въвежда височинните скокове със задържане и незабавно отваряне на парашута (1957). Постига 5 световни и 7 републикански височинни рекорда по парашутизъм. Той е първият българин, който изпълнява парашутни скокове чрез катапултиране. Извършва над 2000 парашутни скока. Награден от ФАИ за особени заслуги към авиационните спортове с почетния диплом „Пол Тазандие“. Загива на 25 февруари 1964 г. на летище Божурище на 43-годишна възраст.

## Памет
На името на загиналите при изпълнение на службата парашутисти и летци е учредена преходна спортна купа „Калъпчиев – Крумов – Джуров“. Връчва се на победителя в едноименното военноприложно състезание. Паметник на полковник Стефан Калъпчиев е изграден в Аероклуб „Божурище“.